# Ивайло (име)
Вижте пояснителната страница за други значения на Ивайло.
Ивайло е българско мъжко име.

## История
За произхода и етимологията на името Ивайло има две основни теории:
Според първата теория името Ивайло е производна форма на древноеврейското име Йоан, което означава богопомазан (за който се смята, че е избран, предопределен от Бога.)
Според втората теория Ивайло произлиза от славянско име Вълко, с което притежателите му се предпазвали от нападението от вълци.
Името става особено популярно след като историческата наука изважда на бял свят името на цар Ивайло. Единственото писмено споменаване на неговото име е в преписка към т.нар. „Свърлижко евангелие“, в бележка към страниците на което се съобщава, че евангелието било завършено през 1278 – 1279 г. в дните на „царь Иваила“, когато гърците обсаждали столицата Търново. И тъй като от много други източници е известно, че през 1278 – 1279 г. Търново било под скиптъра на народния цар, се приема, че става въпрос точно за него. В редица византийски източници българският цар се споменава само с презрителните наименования Кордокувас и Лаханас.
Фактът и написаното в „Свърлижкото евангелие“ си остава неоспорим, както и периода на утвърждаване на това име в България. Името става популярно около възкачването на престола на цар Ивайло (1277 – 1280), чието пълно име е Курт Докс Уваш. Kурт на старобългарски означава „вълк“, а Въло, Въил, Иваил, Ивайло са по-късни негови славянски транскрипции. Името Докс, което се превежда като „свиня“, обозначава годината на възцаряването на Ивайло според прабългарския календар, а Уваш (великолепния), е прозвището му.

## Известни личности
- Ивайло Петров
- Ивайло Христов
- Ивайло Захариев
- Ивайло Калфин
- Ивайло Вълчев
- Ивайло Караньотов